# Јелова сеница
Јелова сеница (Periparus ater) је мала птица певачица из породице сеница (Paridae). Она је широкораспрострањен и чест становник умерене и суптропске Евроазије и северне Африке. Омиљено станиште су јој четинарске шуме.

## Таксономија и ситематика
Врсту је први описао Карл фон Лине (лат. Linnaeus) 1758. у свом делу Systema naturae, под латинским (научним) именом Parus ater. Претходно, је Лине јелову сеницу у свом старијем делу Fauna Svecica, описно назвао, Parus capite nigro: vertice albo, dorso cinereo, pectore albo („црноглава сеница, белог потиљка, пепељастосивих леђа, белих груди“). Научно име Parus ater чије је значење „мркоцрна сеница“ преузео је из старијих орнитолошких приручника, међу којима је најстарији Historiae animalium из 1555. Конрада Геснера. Данас важеће научно име је Periparus ater, име рода Periparus је кованица старогрчке речи peri и имена претходног рода у који је врста сврставана Parus, док је име врсте ater латинска реч са значењем „једнолично црн”.

### Подврсте
Постоје бројне подврсте јелове сенице. Разлике у боји су веома изражене између неких од њих, док је разлика у величини мање уочљива. Јелове сенице из Азије прате Бергманово правило, будући да су веће у хладнијим областима; док то није случај са западнијим популацијама, птице са висоравни око Медитерана су веће у односу на оне из северне Европе. Дужина репа у односу на дужину тела се повећава од југозапада ка североистоку ареала јелове сенице.
Леђно перје британске подврсте P. a. britannicus је смеђесиво са маслинастим сјајем, разликујући је од континенталноевропске подврсте P. a. ater и P. a. abietum чија су леђа плавкастосива без трага зелене или смеђе. Ирска подврста P. a. hibernicus се разликује од подврсте P. a. britannicus по блиједим сумпорастожутим образима, грудима и стомаком. Такође има већи кљун од британске и континенталних подврста.
Северноафричка подврста P. a. ledouci има жуте доње делове и образе, а кипарска P. a. cypriotes има мркожуте доње делове. Азијске подврсте су већим делом мркосмеђе осим црно-беле главе; то су између осталих P. a. michalowskii са Кавказа, P. a. phaeonotus из Ирана и хималајска јелова сеница (P. a. aemodius) из југоисточне Кине.

## Опис
Јелова сеница је дуга 10-11,5 cm, перје на глави је црне боје са изузетком велике беле тачке на потиљку. Теме, грло и врат код одраслих су плавкастоцрне боје, која прелази у белу на образима (сива или жута у зависности од подврсте) и на потиљку. На крилима се налазе две беле пруге. Доњи делови су прљавобели, што на боковима прелази у нијансе мркожуте и светло риђе. Кљун је црн, ноге сивкасте, а очи тамносмеђе.
Младе птице су једноличније од одраслих, недостаје им сјај на црној глави, а бели потиљак и образи имају примесе жуте боје.
Док траже храну, јата јелове сенице одржавају контакт понављањем кратког зова ди или си-си. Песма ове врсте - ако се може назвати песмом - је иф-хи, иф-хи, иф-хи, која се најчешће чује од јануара до јуна, али такође и у јесен. Песма подсећа на песму велике сенице, али је много бржа и са вишим тоновима. Једна варијација песме се завршава са оштрим ичи. Северноафричке птице такође имају зов сличан оном ћубасте сенице (Lophophanes cristatus) која се не може наћи у Африци.

## Станиште
Станиште ове врсте су влажне, четинарске шуме умерених предела. У Бутану насељава суптропска подручја на надморској висини од 3.000-3.800 m, где насељава шуме којима доминирају бутанска јела (Abies densa), хималајска тсуга (Tsuga dumosa) и рододендрони (Rhododendron).

## Понашање
На већем делу свог ареала је птица станарица, изузетак су сибирске популације које су селице. Зими формира мала јата са другим врстама сеница.
По понашању слична је другим сеницама због својих акробатских активности и немирног понашања. Храни се семењем врста четинара из родова јела (Abies) и ариш (Larix), али и семењем листопадних врста из родова јова (Alnus) и бреза (Betula).

## Парење
Омиљена места за гнежђење су им рупе у трунућим пањевима дрвећа, често ниско, гнездо праве дубоко у рупи; такође користе и рупе у земљи, јазбине мишева и кунића, пукотине између камења у зидовима, стара гнезда сврака или других већих птица, као и вјеверичје јазбине.
Материјали за гнездо су маховина, трава, перје или зечије крзно. Женка полаже седам до једанаест јаја (јаја су бела са црвеним пегама), обично у мају; ова врста се уобичајено пари једном годишње.